# Notophthiracarus vernonensis
Notophthiracarus vernonensis är en kvalsterart som beskrevs av Wojciech Niedbała 2006. Notophthiracarus vernonensis ingår i släktet Notophthiracarus och familjen Phthiracaridae. Inga underarter finns listade i Catalogue of Life.